# Sienna Gospel Choir
Sienna Gospel Choir – chrześcijański chór gospelowy działający od 2002 r. przy ulicy Siennej 68/70 w Warszawie.
Założony jako agenda Stołecznego Zboru Zielonoświątkowego w Warszawie utrzymuje charakter ekumeniczny (wielowyznaniowy) i liczy ponad 30 chórzystów. Dyrygentem chóru, od początku jego działalności, jest Anna Bajak (muzyk, kompozytor i nauczyciel emisji głosu).
Chór zagrał setki koncertów, występował na festiwalach w kraju i za granicą, zdobywając liczne nagrody oraz przyczynił się do promocji muzyki gospel w Polsce.

## Zespół
- Konrad Kuchciak (instrumenty klawiszowe)
- Kamil Barański (instrumenty klawiszowe)
- Wojtek Bylica (perkusja)
- Andrzej Solarski (gitara basowa)
- Adam Jędrysik (gitara)
- Błażej Chochorowski (gitara basowa)

Współpracownicy:
- Mikołaj Trybulec (gitara basowa)
- Rafał Stępień (instrumenty klawiszowe)
- Marcin Kuczewski (instrumenty klawiszowe)
- Przemysław Zalewski (instrumenty klawiszowe)
- Kacper Popek (perkusja)
- Tomasz Stradomski (gitary)
- Kacper Zasada (gitara basowa)
- Sebastian Feliciak (saksofon)
- Robert Osam (instrumenty klawiszowe)
- Tomasz Busławski (saksofon)

## Soliści gościnnie
- Grażyna Auguścik
- Junior Robinson
- Michał Grobelny
- Jakub Szyperski
- Adam Rymarz
- Gerald T. Smith
- Ruth Waldron (Lynch)
- Krzysztof Szczepaniak
- Natalia Bajak
- Adam Czapla
- Daria Kobierecka

## Dyskografia
ALBUMY
- Kolędy (album studyjny) – 2008
- Let freedom ring (live) – 2011
- Kolędy (album studyjny) – 2017

SINGLE
- Jezus godzien jest – 2020
- Panie mocy moja – 2019
- Wino i chleb – 2020
- Światło – 2021
- Pieśń o Tobie – 2022
- Znasz mnie – 2023
- Miejsce dla Ciebie – 2023
- Zamykam czas snu – 2024

## Dorobek
Zespół koncertuje w Polsce i za granicą od 2002 r. uczestnicząc w festiwalach,nagraniach telewizyjnych, a także inicjatywach medialnych i kampaniach społecznych (lista wybranych osiągnięć):
- Gościnny udział w programach telewizyjnych: Mam Talent, Must Be The Music, The Voice of Poland
- Oprawa wokalna Wakacyjnej Trasy Dwójki , TVP (2022)
- Współpraca z takimi Artystami jak: Kayah, Natalia Kukulska, Michał Szpak, Adam Sztaba, Kuba Badach, Andrzej Lampert, Marcin Sójka, Piotr Rubik, Golec uOrkiestra, Michał Jurkiewicz, Magda Steczkowska, Izabela Szafrańska, Marcin Jajkiewicz, Doda, Basia Gąsienica-Giewont, Jakub Wocial,
- Oprawa muzyczna corocznego wydarzenia muzyczno- teatralnego z okazji Wielkiego Piątku, KZ Sienna
- Oficjalna reprezentacja Polski i nagroda Grand Prix na międzynarodowym konkursie European Choir Games w Łotwie( 2017) oraz Korfu ( 2018).
- Kolędowanie z TVN, koncert Wigillijny w Bazylice  pw. Najświętszego Serca w Warszawie (2023)
- Udział w koncercie "Pokolenia Wolności", Polsat (2023)
- Udział w Świątecznej Trasie Coca-Cola (2023)
- Koncertowanie w ramach Festiwalu Psalmów Dawidowych – imponującego wydarzenia z udziałem gwiazd, orkiestry m.in. w Teatro Brancaccio (Rzym), Studiu Koncertowym Polskiego Radia pod przewodnictwem Michała Jurkiewicza.
- Koncert z liderem Hillsong London w ramach Song of Songs Festival (Toruń 2024)
- Międzynarodowy Festiwal Gospel w Solymarze (Nemzetközi Gospel Fesztivál na Węgrzech) – Finałowy Koncert Gwiazd (08.2011, 08.2009, 08.2019)
- Koncertowanie w ramach Wielkiej Świątecznej Iluminacji Warszawy (12.2010, 12.2009,2016,2021, 2023)
- Kampania Społeczna „Kocham. Nie krzyczę.” (10.2009)[1]
- Królewski Festiwal Chóralny „Rozśpiewana Warszawa” (06.2009)
- Solidarni z Białorusią (03.2009)[2][3]
- Solidarni z Ukrainą, koncert w Teatrze Żydowskim (2014)
- Gościnnie w programach telewizyjnych m.in. Jaka to melodia?, Pytanie na śniadanie, Warto rozmawiać, Kawa czy herbata?, Miasto kobiet
- W programach radiowych m.in. PR 1 i 3 Polskiego Radia, Radio Jazz
- Współorganizator pięciu edycji Warszawskich Warsztatów Gospel (2005–2010)[4].